# رود چوشی
رود چوشی (به لاتین: Choshi River) یک رود در ژاپن است که در استان میه واقع شده‌است و ۱۷ کیلومتر طول دارد.